# 2015년 7월
| 2015년: 1월 · 2월 · 3월 · 4월 · 5월 · 6월 · 7월 · 8월 · 9월 · 10월 · 11월 · 12월 |

| <          | 2015년 7월 | 2015년 7월 | 2015년 7월  | 2015년 7월  | 2015년 7월 | >          |
| 일         | 월         | 화         | 수          | 목          | 금         | 토         |
|            |            |            | 1 5.16 무인 | 2 17 기묘   | 3 18 경진  | 4 19 신사  |
| 5 20 임오  | 6 21 계미  | 7 22 갑신  | 8 23 을유   | 9 24 병술   | 10 25 정해 | 11 26 무자 |
| 12 27 기축 | 13 28 경인 | 14 29 신묘 | 15 30 임진  | 16 6.1 계사 | 17 2 갑오  | 18 3 을미  |
| 19 4 병신  | 20 5 정유  | 21 6 무술  | 22 7 기해   | 23 8 경자   | 24 9 신축  | 25 10 임인 |
| 26 11 계묘 | 27 12 갑진 | 28 13 을사 | 29 14 병오  | 30 15 정미  | 31 16 무신 |            |

| - 7월 5일 - 그리스 국민 투표 편집하기 |

## 2015년 7월 28일 (화요일)
사회
- 황교안 국무총리가 중동호흡기증후군의 사실상 종식을 선언하였다.

## 2015년 7월 26일 (일요일)
국제
- 일본 조후시 후지미 정의 한 주택가에 경비행기의 추락 사고가 발생, 현지 주민 등 3명이 숨지고 5명이 다쳤다.

## 2015년 7월 18일 (토요일)
- 대한민국 국가정보원 스마트폰 해킹 사건에 관련한 국정원 직원이 자살하다.

## 2015년 7월 16일 (목요일)
정치
- 일본 자유민주당 등 연립여당이 안보법안을 단독으로 중의원을 통과시켰다.

## 2015년 7월 14일 (화요일)
국제
- 이란 핵 협상이 타결되었다.

사회
- 경상북도 상주시에서 할머니 6명이 농약이 든 음료수를 마시고 쓰러져 2명이 사망, 1명은 회복, 3명은 중태에 빠졌다.

IT
- 마이크로소프트에서 윈도우 서버 2003, 윈도우 서버 2003 R2의 지원을 중단하였으며, 이와 동시에 인터넷 익스플로러 7, 8도 지원을 중단했다.

## 2015년 7월 12일 (일요일)
기상
- 대한민국이 태풍 찬홈의 간접 영향을 받았다.

## 2015년 7월 5일 (일요일)
선거
- 그리스에서 구제금융안을 받아들일지에 대한 국민투표가 열렸다.

## 2015년 7월 3일 (금요일)
사건사고
- 한화케미칼 울산공장에서 폭발 사고가 발생해 근로자 6명이 사망하였다.

## 2015년 7월 1일 (수요일)
사건사고
- 중화인민공화국 지린성에서 대한민국 지방행정연수원 공무원들이 탄 버스가 추락해 11명이 사망하였다.